# Darachów (gmina)
Darachów – dawna gmina wiejska w powiecie trembowelskim województwa tarnopolskiego II Rzeczypospolitej. Siedzibą gminy był Darachów.

## Historia
Gminę utworzono 1 sierpnia 1934 r. w ramach reformy na podstawie ustawy scaleniowej z dotychczasowych gmin wiejskich: Brykula Nowa, Brykula Stara, Darachów, Pantalicha, Słobódka Strusowska, Tiutków, Tyczyn Nowy i Wieniawka.
Do 1939 wójtem gminy był por. rez. inż. Kazimierz Stożyński.
Po II wojnie światowej obszar gminy znalazł się w ZSRR.